# Lądowisko Kraków-Szpital im. Rydygiera
Lądowisko Kraków-Szpital im. Rydygiera – lądowisko sanitarne w Krakowie, w województwie małopolskim, położone przy os. Złotej Jesieni 1. Przeznaczone jest do wykonywania startów i lądowań śmigłowców sanitarnych i ratowniczych w dzień i w nocy o dopuszczalnej masie startowej do 5700 kg.
Zarządzającym lądowiskiem jest Szpital Specjalistyczny im. Ludwika Rydygiera Sp. z o.o. w Krakowie. W roku 2011 zostało wpisane do ewidencji lądowisk Urzędu Lotnictwa Cywilnego pod numerem 96.
Oficjalne jego otwarcie odbyło się 21 grudnia 2011 z udziałem m.in. wicemarszałka województwa małopolskiego Wojciecha Kozaka.